# Giuseppe riconosciuto
Giuseppe riconosciuto (deutsch: Der wiedererkannte Josef) ist ein Libretto zu einer azione sacra in zwei Teilen von Pietro Metastasio. Es ist das vierte seiner sieben in Wien geschriebenen Oratorienlibretti und wurde mehr als 50 Mal vertont. Erstmals aufgeführt wurde es in der Vertonung von Giuseppe Porsile am 12. März 1733 in der Hofburgkapelle in Wien.
Eine deutsche Übersetzung des Librettos erschien 1753 und 1766 in Augsburg als Sprechdrama mit dem Namen Der von seinen Brüdern erkannte Joseph in der Geistlichen Schaubühne des Ulmer Augustiners Peter Obladen. Eine weitere deutsche Übersetzung von Carl Andreas von Boguslawski erschien 1782 unter dem Namen Joseph und seine Brüder: Ein musikalisches Drama in Berlin.

## Handlung
Das Libretto basiert auf den Kapiteln 37 bis 46 des 1. Buchs Mose. Während einer Hungersnot waren Josefs Brüder mit Ausnahme Benjamins nach Ägypten gekommen, um Lebensmittel zu kaufen, da es nur dort noch Vorräte gab. Josef, der Verwalter des Pharaos, gab sich ihnen nicht zu erkennen, sondern trug ihnen auf, in ihre Heimat zurückzukehren, um auch den jüngsten Bruder Benjamin zu holen. Simeon, ein anderer Bruder, musste als Geisel in Ägypten zurückbleiben.

### Erster Teil
Josef fragt seinen Vertrauten Thaneth, ob die Brüder bereits nach Memphis zurückgekehrt sind. Thaneth wundert sich über sein Interesse an diesen einfachen Hirten. Josef erklärt, dass er sich Sorgen um Benjamin mache, da er selbst einst ein ähnliches Schicksal hatte. Auch er sei das Lieblingskind seines Vaters gewesen und hatte unter der Eifersucht seiner Brüder zu leiden. Thaneth erinnert Josef an seinen Aufstieg an Ägyptens Königshof und fasst seine Lebensgeschichte zusammen. Während Josef alle anderen tröste, sei er selbst weiterhin voller Sorgen. Er geht.
Josefs Frau Asenat kommt und bittet ihn, die Geisel Simeon freizulassen, weil dieser kein Verbrechen begangen habe. Sie hält seine Gefangenschaft für ungerecht und versteht Josefs Strenge ihm gegenüber nicht. Josefs bittet sie um Geduld. Sie solle nicht vorschnell urteilen, da sie seine Gründe nicht kenne. Er ist aber bereit, Simeon anzuhören und lässt ihn holen. Obwohl Simeon Josef nicht erkennt, spürt er, dass es mit ihm eine besondere Bewandtnis hat. Auf Josefs Bitte erzählt er von seiner Heimat, seinen Eltern und seinen Brüdern. Josef fragt ihn insbesondere nach den beiden Brüdern, die nicht mitgekommen waren. Der eine – Benjamin – ist bei seinem Vater geblieben. Über den andern – Josef selbst – kann und will Simeon nichts sagen. Dieses Thema ist ihm sichtlich unangenehm.
Thaneth meldet die Ankunft der Brüder. Auch Benjamin ist bei ihnen. Josef bittet seine Frau, eine Mahlzeit vorzubereiten und lässt Simeon die Fesseln lösen. Die Brüder kommen und überreichen Josef Tributgaben – Weihrauch, Myrrhe und Honig. Josef heißt sie freundlich willkommen. Da er sich seine Gefühle nicht anmerken lassen will, lässt er sie allein. Die Brüder können sich sein Verhalten nicht erklären und sorgen sich über ihr Schicksal. Simeon glaubt an eine Strafe Gottes für ihr früheres Verhalten ihrem Bruder Josef gegenüber. Thaneth kommt und lädt sie im Namen Josefs zum Gastmahl ein. Zum Abschluss des ersten Teils bitten alle Brüder Gott um seinen Schutz und Vergebung für ihre Schuld.

### Zweiter Teil
Thaneth bestätigt Josef, dass er den Brüdern wie befohlen das Getreide ausgehändigt und dabei im Sack Benjamins einen goldenen Becher versteckt habe. Sie seien abgereist, wurden jedoch von einem Diener Josefs verfolgt, der sie am Stadttor aufgehalten und des Diebstahls bezichtigt habe. Daraufhin seien sie festgenommen und zurückgeführt worden. Thaneth versteht den Sinn dahinter nicht, aber Josef versichert ihm, später alles erklären zu wollen. Er solle die Brüder nun holen.
Während er auf seine Brüder wartet, beruhigt Josef sein Gewissen. Er will keine Rache, sondern wünscht, dass seine Brüder in sich gehen und ihr Vergehen erkennen.
Asenat kommt. Sie hat von dem vermeintlichen Diebstahl gehört und gibt Josef nun wegen seines vorherigen hartherzigen Verhaltens recht. Nun aber rät Josef zur Mäßigung, da sie die Hintergründe noch nicht kenne. Asenat bewundert seine Weisheit.
Thaneth führt die Gefangenen herein. Josef gestattet ihnen, in ihre Heimat zurückzukehren. Lediglich Benjamin, bei dem das Diebesgut gefunden wurde, solle als sein Diener in Ägypten bleiben. Benjamin ist entsetzt. Er sorgt sich darum, wie ihr Vater Jakob das aufnehmen werde. Juda erzählt Josef vom Abschied von seinem Vater, dessen Trauer um seinen totgeglaubten Sohn Josef und seine Sorge um Benjamin, den einzigen anderen Sohn Rachels, den er nur widerstrebend ziehen lassen hatte. Er schlägt vor, an dessen Stelle als Sklave zurückzubleiben. Schließlich kann Josef das Flehen nicht mehr ertragen und gibt sich seinen Brüdern zu erkennen. Er beruhigt sie und bittet sie, auch ihren Vater zu holen. Das Unrecht, das sie ihm angetan hatten, habe letztlich durch Gottes Willen dazu geführt, dass er Ägypten durch die Hungersnot führen konnte und den Namen „Heiland der Erde“ (“Salvator della Terra”) erhalten habe. Vielleicht sehe der Himmel in ihm das Vorbild eines zukünftigen Erlösers. Das Oratorium endet mit einem gemeinsamen Chor, in dem empfohlen wird, sich auf die Ratschlüsse Gottes zu verlassen. Die Tugend werde letztlich den Sieg davontragen.

## Gestaltung
Die sieben Wiener Oratorien Metastasios stehen in der Nachfolge derjenigen seines Amtsvorgängers Apostolo Zeno. Einfachheit und Klarheit im Aufbau sind vorherrschend. Metastasio verzichtete innerhalb der Handlung auf göttliche und allegorische Personen und hielt sich an die drei Aristotelischen Einheiten von Raum, Zeit und Handlung. Daher werden viele Passagen nur rückblickend erzählt. Seine theologischen Interpretationen halten sich streng an die exegetischen Vorgaben der Kirche. An vielen Stellen gab er Belege in Form von Bibelstellen und Zitaten aus Schriften von Kirchenlehrern an. Wie in seinen Opernlibretti wird die Handlung in Rezitativen dargestellt, die in Da-Capo-Arien münden. Ensemblestücke und Chöre werden nur sparsam eingesetzt.

## Vertonungen
Folgende Komponisten vertonten dieses Libretto:
| Komponist                                        | Uraufführung                                          | Aufführungsort     | Anmerkungen |  |
| ------------------------------------------------ | ----------------------------------------------------- | ------------------ | --- |  |
| Giuseppe Porsile                                 | 12. März 1733, Hofburgkapelle                         | Wien               | Charles Burney zufolge bezeichnete Johann Adolph Hasse die Musik dieses Werks als die beste, die er je gehört hatte                                   |  |
| Giovanni Nicola Ranieri Redi                     | 1735                                                  |                    | |  |
| Domènech Terradellas                             | 1736, Congregazione dell’Oratorio di San Filippo Neri | Neapel             | szenische Aufführung; Libretto stark bearbeitet in drei Akten                                                                                         |  |
| Benedetto Leoni                                  | 1738                                                  |                    | |  |
| Valerio Publicola Santacroce, duca di San Gemini | 1739                                                  |                    | 1761 in Otricoli aufgeführt |  |
| Johann Adolph Hasse                              | 31. März 1741, Hofkapelle                             | Dresden            | auch 1754 in Dresden; im April 1757 im oratorio di S. Filippo Neri in Venedig; 1767 in der Kreuzherrenkirche (Prag) in Prag                           |  |
| Paolo Scalabrini                                 | 1742, Oratorio di San Filippo Neri                    | Venedig            | auch am 24. März 1746 in Hamburg; 1750 im oratorio di San Filippo Neri in Bologna                                                                     |  |
| Angelo del Seaglies                              | 1743, teatro                                          | Macerata           | |  |
| Antonio Ferradini                                | 1745                                                  | Neapel             | |  |
| Giuseppe Maria Orlandini                         | 1745, Compagnia di S. Marco                           | Florenz            | |  |
| Antonio Bencini                                  | 1748                                                  | Orvieto            | später auch im congregazione dell’Oratorio in Rom aufgeführt                                                                                          |  |
| Niccolò Jommelli                                 | 1749, Collegio Nazareno                               | Rom                | |  |
| Johann Ernst Eberlin                             | unbekannt, komponiert in den 1750er Jahren            |                    | |  |
| A. Fornasari                                     | 1750                                                  | Reggio nell’Emilia | |  |
| Francesco Lombardo                               | 25. Juni 1752                                         |                    | |  |
| Baldassarre Angelini                             | 1754, chiesa di S. Francesco                          | Perugia            | |  |
| Giovanni Battista Predieri                       | 1755                                                  | Fermo              | |  |
| Franz Carl Thomas Cröner                         | 1756, Hofkapelle                                      | München            | |  |
| Agostino Dianda                                  | 1757, teatro                                          | Jesi               | |  |
| Giovanni Borgo                                   | unbekannt, komponiert spätestens 1757                 |                    | Das Libretto erschien 1757 in Rom |  |
| Egidio Duni                                      | 1759                                                  |                    | |  |
| Pietro Pompeo Sales                              | 1759                                                  | Augsburg           | auch 1780 in der Hofkapelle des Kurfürsten in Ehrenbreitstein                                                                                         |  |
| Lorenzo Gibelli                                  | 1762, Castel San Pietro Terme                         | Bologna            | auch 1765 aufgeführt |  |
| Agostino Accorimboni                             | 1757                                                  | Rom                | „componimento sacro“; auch 1765 im oratorio di S. Girolamo della Carità in Rom                                                                        |  |
| Lorenzo Cogiola                                  | 1765, teatro antico                                   | Novara             | |  |
| Luigi Boccherini                                 | 1770, S. Maria di Corteorlandini                      | Lucca              | G. 538; auch 1770 in Lucca aufgeführt; große Teile der Musik verwendete Boccherini für seine Kantate La confederazione dei Sabini con Roma            |  |
| Giovanni Battista Borghi                         | 29. Juni 1766, teatro                                 | Orvieto            | |  |
| Giacomo Francesco Milano Franco d’Aragona        | unbekannt, komponiert spätestens 1770                 |                    | |  |
| Josef Mysliveček                                 | 1770                                                  | Padua              | |  |
| San Giorgi (vermutlich)                          | 1770                                                  |                    | |  |
| Omobono Nicolini                                 | 1771                                                  | Frankfurt am Main  | als Der wiedererkannte Joseph; laut Bibliotheksdatensatz der Bayerischen Staatsbibliothek erschien das italienische Libretto bereits um 1760 im Druck |  |
| Giuseppe Bonno                                   | 20. März 1774, Tonkünstlersozietät                    | Wien               | |  |
| Carl Friedrich Christian Fasch                   | 1774, neue katholische Kirche                         | Berlin             | Libretto bearbeitet von Joachim Heinrich Campe als Der wieder erkannte Joseph                                                                         |  |
| Giovanni Battista Gaiani                         | 1774, Oratorio S. Filippo Neri                        | Bologna            | |  |
| Pasquale Anfossi                                 | 1776, congregazione dell’Oratorio                     | Rom                | auch am 24. Juni 1787 im collegiata dei SS. Petronio e Prospero in Lugo; 1789 im Arciconfraternita di S. Maria della Morte in Bologna                 |  |
| Johann Gottlieb Naumann                          | 29. März 1777, Hofkapelle                             | Dresden            | |  |
| Georg Pasterwitz                                 | August 1777, Stift Kremsmünster                       | Kremsmünster       | |  |
| Johann Gabriel Meder                             | 18. März 1779, ’t Wapen van Amsterdam                 | Amsterdam          | |  |
| Antonio Fontemaggi                               | 1782, Collegio Germanico-Ungarico                     | Rom                | |  |
| Giuseppe Morosini                                | 1782                                                  | Venedig            | |  |
| Giuseppe Maria Magherini                         | 23. November 1783                                     | Rom                | |  |
| Alessio Prati                                    | 12. März 1783, Théâtre libre du Champ-de-Mars         | Sankt Petersburg   | auch 1790 im sala de’ Signori Intrepidi in Ferrara |  |
| Ferdinando Bertoni                               | 1787, Oratorio Filippino di Santa Maria della Fava    | Venedig            | |  |
| Giovanni Battista Calvi                          | Fastenzeit 1787, Teatro alla Scala                    | Mailand            | „dramma sacro“ |  |
| Niccolò Antonio Zingarelli                       | 1797, Teatro dell’Aquila                              | Tolentino          | als Giuseppe in Egitto |  |
| Vincenzo Fiodo                                   | 1804, R. C. Pieta? dei Turchini                       | Neapel             | |  |
| Giuseppe Liberali                                | 2. September 1821, Chiesa di Sant’Agostino            | Chieti             | |  |
| Giuseppe Cappelli                                | vermutlich 1904                                       |                    | |  |
| Joseph Frieberth                                 | unbekannt                                             | Passau             | |  |
| Giovanni Francesco Gambogi                       | unbekannt                                             |                    | |  |
| Christian Gotthelf Scheinpflug                   | unbekannt                                             |                    | |  |
| Gaetano Maria Schiassi                           | unbekannt                                             | Lissabon           | |  |

## Aufnahmen und Aufführungen in neuerer Zeit
- Pasquale Anfossi:

  - 2000/2001: CD (Live-Mitschnitt) mit dem Ensemble Salieri Wien und dem Wiener Jeunesse Chor unter der Leitung von Giovanni Pelliccia. Solisten: Michela Sburlati (Giuseppe), Danja Lukan (Beniamino), Roberto Abbondanza (Giuda), Chiarastella Onorati (Simeone), Nunzia Santodirocco (Asenetha), Ferdinand von Bothmer (Thanete).[77]
- Luigi Boccherini:
  - 2000/2001: Aufführung in Lucca und CD mit der Polifonica Lucchese und dem Orchestra Ausermusici unter der Leitung von Herbert Handt. Solisten: Barbara Vignudelli (Giuseppe), Laura Crescini (Beniamino), Nicola Mugnaini (Giuda), Mario Zeffiri (Simeone und Tanete), Barbara Di Castri (Aseneta).[78]
- Egidio Romualdo Duni:
  - 2001/2002: Aufführung und CD mit dem Orchestra Barocca del Festival Duni di Matera unter der Leitung von Vito Paternoster. Solisten: Nicola Sette (Giuseppe), Assia Polito (Tanete), Rossella Ressa (Ageneta), Maria Palmitesta (Simeone), Antonella Rondinone (Giuda), Marilena Notarstefano (Beniamino).[79]
- Johann Adolph Hasse:
  - 2005: Aufführung in Dresden unter der Leitung von Maja Sequeira.[80]

## Digitalisate
1. ↑  Libretto (italienisch) als Digitalisat beim Münchener Digitalisierungszentrum. In: Opere del signor abate Pietro Metastasio, Band 7, Herissant, Paris 1780, S. 259 ff.
2. 1 2  Peter Obladen: Der von seinen Brüdern erkannte Joseph (deutsche Übersetzung des Librettos). In: Geistliche Schaubühne. Zweyte verbesserte Auflage. Matthäus Rieger und Söhne, Augsburg und Leipzig 1766. Digitalisat beim Münchener Digitalisierungszentrum, S. 67.
3. ↑  Carl Andreas von Boguslawski: Joseph und seine Brüder (deutsche Übersetzung des Librettos), Berlin 1782 als Digitalisat beim Münchener Digitalisierungszentrum.
4. ↑  Libretto (italienisch) des Oratoriums von Giuseppe Porsile, Wien 1733 als Digitalisat bei Google Books.
5. ↑  Libretto (italienisch) des Oratoriums von Johann Adolph Hasse, Dresden 1741 als Digitalisat bei der Staatsbibliothek zu Berlin.
6. ↑  Libretto (italienisch/deutsch) des Oratoriums von Johann Adolph Hasse, Dresden 1754 als Digitalisat beim Münchener Digitalisierungszentrum.
7. ↑  Partitur der Sinfonia des Oratoriums von Johann Adolph Hasse als Drucksatz beim International Music Score Library Project.
8. ↑  Libretto (italienisch) des Oratoriums von Paolo Scalabrini, Venedig 1742 als Digitalisat der Biblioteca Braidense.
9. ↑  Libretto (italienisch) des Oratoriums von Antonio Ferradini, Neapel 1745 als Digitalisat im Internet Archive.
10. ↑  Libretto (italienisch) des Oratoriums von Giuseppe Maria Orlandini, Florenz 1750 als Digitalisat beim Münchener Digitalisierungszentrum.
11. ↑  Libretto (italienisch) des Oratoriums von Franz Carl Thomas Cröner, München 1756 als Digitalisat beim Münchener Digitalisierungszentrum.
12. ↑  Partitur des Oratoriums von Egidio Duni als Digitalisat beim International Music Score Library Project.
13. ↑  Libretto (italienisch/deutsch) des Oratoriums von Pietro Pompeo Sales, Augsburg 1759 als Digitalisat beim Münchener Digitalisierungszentrum.
14. ↑  Libretto (italienisch) des Oratoriums von Lorenzo Gibelli, Bologna 1762 als Digitalisat im Museo internazionale e biblioteca della musica di Bologna.
15. ↑  Libretto (italienisch) des Oratoriums von Lorenzo Gibelli, Bologna 1765 als Digitalisat im Museo internazionale e biblioteca della musica di Bologna.
16. ↑  Libretto (italienisch) des Oratoriums von Omobuono Nicolini, um 1760 als Digitalisat beim Münchener Digitalisierungszentrum.
17. ↑  Libretto (italienisch/deutsch) des Oratoriums von Carl Friedrich Christian Fasch, Berlin 1774 als Digitalisat bei der Staatsbibliothek zu Berlin.
18. ↑  Libretto (italienisch) des Oratoriums von Giovanni Battista Gajani, Bologna 1774 als Digitalisat im Museo internazionale e biblioteca della musica di Bologna.
19. ↑  Libretto (italienisch) des Oratoriums von Pasquale Anfossi, Bologna 1789 als Digitalisat im Museo internazionale e biblioteca della musica di Bologna.
20. ↑  Libretto (italienisch/deutsch) des Oratoriums von Johann Gottlieb Naumann, Dresden 1777 als Digitalisat bei der Staatsbibliothek zu Berlin.
21. ↑  Libretto (italienisch/deutsch) des Oratoriums von Georg Pasterwitz, Kremsmünster 1777 als Digitalisat bei Google Books.
22. ↑  Libretto (italienisch) des Oratoriums von Giuseppe Morosini, Venedig 1782 als Digitalisat der Biblioteca Nazionale Braidense.
23. ↑  Libretto (italienisch) des Oratoriums von Giovanni Battista Calvi, Mailand 1787 als Digitalisat im Internet Archive.